# Vederslövs socken
Vederslövs socken i Småland ingick i Kinnevalds härad i Värend, ingår sedan 1971 i Växjö kommun och motsvarar från 2016 Vederslövs distrikt i Kronobergs län.
Socknens areal är 54 kvadratkilometer, varav land 49,15. År 2000 fanns här 730 invånare. Kyrkbyn Vederslöv med Vederslövs kyrka och Vederslövs gamla kyrka ligger i denna socken. 

## Administrativ historik
Vederslövs socken har medeltida ursprung.
Vid kommunreformen 1862 övergick socknens ansvar för de kyrkliga frågorna till Vederslövs församling och för de borgerliga frågorna till Vederslövs landskommun.  Denna senare inkorporerades 1952 i Mellersta Kinnevalds landskommun som sedan 1971 uppgick i Växjö kommun. Församlingen uppgick 2002 i Vederslöv-Dänningelanda församling, från 2015 åter benämnd Vederslövs församling, och efter utvidgning från 2024 Tävelsås, Vederslöv och Kalvsviks församling.
1 januari 2016 inrättades distriktet Vederslöv, med samma omfattning som församlingen hade 1999/2000.  
Socknen har tillhört samma fögderier och domsagor som Kinnevalds härad. De indelta soldaterna tillhörde Kronobergs regemente, Kinnevalds kompani.

## Geografi
Vederslövs socken består av kuperat, skogrikt område i norr och den flackt, mer uppodlad bygd i söder.

## Fornminnen

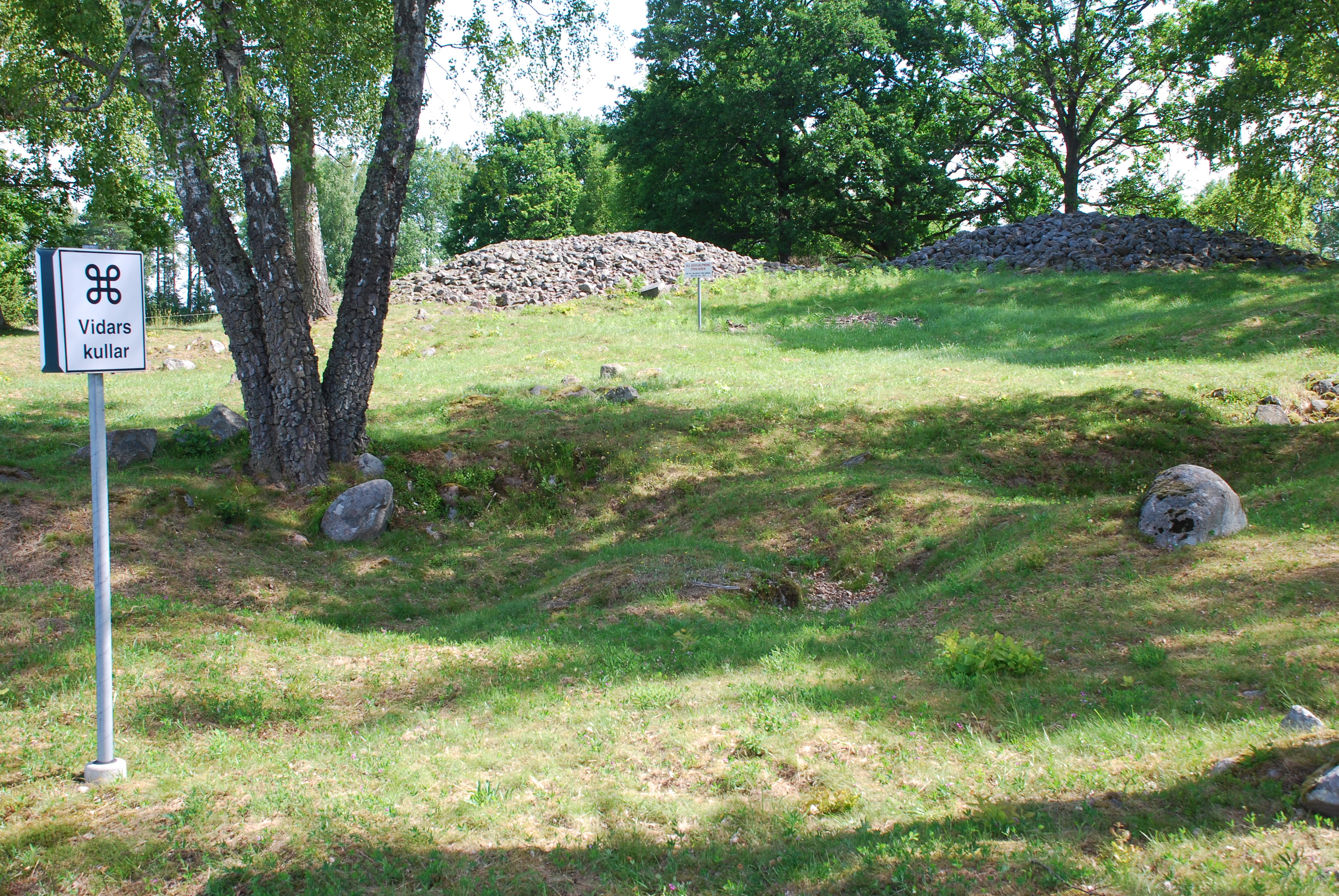
Vidars kullar

En hällkista, flera gravrösen från bronsåldern samt några järnåldersgravfält finns här. En runristning finns här också.

## Namnet
Namnet (1402 Wetherlöff), taget från kyrkbyn, innehåller förledet mansnamnet Vidar och efterled lev, gods.